# Sudafrica ai Giochi della IX Olimpiade
Il Sudafrica partecipò ai Giochi della IX Olimpiade, svoltisi ad Amsterdam, Paesi Bassi, dal 28 luglio al 12 agosto 1928, con una delegazione di 24 atleti, di cui 6 donne, impegnati in 7 discipline, aggiudicandosi 1 medaglia d'oro e 2 medaglie di bronzo.

## Medagliere

### Per discipline
| Sport            | Oro | Argento | Bronzo | Totale |
| ---------------- | --- | ------- | ------ | ------ |
| Atletica leggera | 1   | 0       | 0      | 1      |
| Pugilato         | 0   | 0       | 1      | 1      |
| Nuoto            | 0   | 0       | 1      | 1      |
| Totale           | 1   | 0       | 2      | 3      |

### Medaglie
| Medaglia | Atleta                                                             | Sport            | Evento                                       |
| -------- | ------------------------------------------------------------------ | ---------------- | -------------------------------------------- |
| Oro      | Sydney Atkinson                                                    | Atletica leggera | 110 metri ostacoli                           |
| Bronzo   | Kathleen Russell Rhoda Rennie Marie Bedford Frederika van der Goes | Nuoto            | Staffetta 4x100 metri stile libero femminile |
| Bronzo   | Harry Isaacs                                                       | Pugilato         | Pesi gallo                                   |